# 9941 Iguanodon
A 9941 Iguanodon (ideiglenes jelöléssel 1989 CB3) a Naprendszer kisbolygóövében található aszteroida. Eric Walter Elst fedezte fel 1989. február 4-én.
Nevét az Iguanodon nevű dinoszaurusznem után kapta.